# Phryxus caicus
Phryxus là một chi bướm đêm thuộc họ Sphingidae, chỉ gồm một loài Phryxus caicus. Nó được tìm thấy ở Tân nhiệt đới, dù loài này đã được ghi nhận từ miền nam Florida và South Carolina.
Chiều dài cánh trước là 33–37 mm. South from Florida, con trưởng thành chủ yếu được tìm thấy từ tháng 8 đến tháng 12 nhưng cũng có thể là quanh năm.

Phryxus caicus  ♀
Phryxus caicus  ♀ △

Ở xứ nhiệt đới, ấu trùng đã được ghi nhận trên các loài Apocynaceae. Tại Florida, loài này đã được ghi nhận trên Rhabdadenia bilfora.